# Yoon Son-ha
Yoon Son-ha (Hangul: 윤손하) nació el 17 de noviembre de 1975, en Jeonju, Jeollabuk-do, Corea del Sur). Es una actriz, cantante y personalidad de la televisión (gaijin tarento) surcoreana. Esta bajo el sello Sony Music Japón división SME Records. Desde su debut en los dramas de MBC, ha actuado tanto en Corea como en Japón, probablemente debido a su fluidez en japonés, así como por su lengua materna, el coreano, lo cual le ha dado popularidad protagonizando en Fuji TV el drama, Fighting Girl junto a su coestrella Kyoko Fukada. En Japón, sin embargo, ella es conocida como Yun Sona (ユンソナ).

## Vida personal
El 4 de julio de 2006 anunció que se había comprometido con un empresario coreano que vive en Seúl. y por lo tanto regresaría a Corea del Sur.

## Filmografía

### Series
- 1994: KBS Salut D'Amour (Love Greeting)
- MBC Ready Go!
- MBC New Nonstop
- 1996: KBS Papa
- 1998: King of the Wind (Path of the Great Dynasty)
- 1999: MBC Did We Really Love?
- 2000: NHK Mouichido Kisu
- 2001: Snowflakes (KBS)
- 2001: Fuji TV Fighting Girl
- 2002: NTV Byoki Wa Nemuranai (Night Hospital / Illness Doesn't Sleep)
- 2003: TBS Good Luck!!
- 2003: NTV Ashita Tenki Ni Naare
- 2007: SBS Dear Lover
- 2010: KBS The Fugitive: Plan B
- 2013: SBS The Heirs
- 2015: SBS Enchanting Neighbor
- 2016: SBS Six Flying Dragons
- 2017: KBS Hit the Top

### Películas
- 2006 Kisarazu Cats Eye: World series (TBS)

## Discografía

### Álbum de estudio
- 2005 비인 (悲忍)

### Sencillos
- "會いたい"
- "Song Bird"
- "Reach for the Sky"